# Antoine de La Tour
Antoine de La Tour (né vers 1515, † le 8 septembre 1595), ecclésiastique, fut évêque de Tulle de 1587 à 1594.

## Biographie
Antoine de La Tour est doyen du chapitre de chanoines de Tulle et vicaire-général de l'évêque Flotard Ricard de Gourdon de Genouillac. Après la mort de celui-ci, il lui succède en 1587 à la demande de sa famille et il est consacré à Bordeaux par Arnaud de Pontac l'évêque de Bazas le 4 septembre 1588. Après l'accession au trône d'Henri IV alors que son voisin évêque de Limoges Henri de La Marthonie se range résolument du côté de la Ligue catholique, il reconnait le nouveau roi mais s'abstient de combattre les Ligueurs. À la demande de Louis de Gourdon de Genouillac, il résigne son siège épiscopal dès 1594 en faveur de Jean de Visandon qui le garderait en attendant que le fils et homonyme de Genouillac ait atteint l'âge requis pour devenir évêque. Antoine de La Tour meurt en 1595 âgé de 80 ans. Il est inhumé à Rocamadour.